# Araki Nobuyoshi
Araki Nobuyoshi (荒木 経惟 Araki Nobuyoshi, Hoang Mộc Khiết Duy), là một nhiếp ảnh gia người Nhật. Ông là một trong những gương mặt tiêu biểu của nghệ thuật đương đại Nhật Bản.
Araki Nobuyoshi sinh 25 tháng 5 năm 1940 tại Tokyo, lớn lên trong khu phố Minowa. Từ năm 12 tuổi ông đã bắt đầu chụp ảnh với chủ để chính là Tokyo. Trong thời gian học trung học, Araki làm việc cho một hãng quảng cáo, nơi ông gặp Araki Yōko, người vợ tương lai. Năm 1963, Araki tốt nghiệp đại học Chiba. Năm 1971, Araki phát hành Senchimentaru na tabi (/ センチメンタル　ナ　タビ Cuộc hành trình tình cảm) trong đó đời sống cá nhân của ông, đặc biệt là hôn nhân và đêm tân hôn xuất hiện dưới dạng một nhật ký.
Năm 1990, Araki Yōko qua đời, Araki Nobuyoshi công bố nhiều bức ảnh riêng tư của hai người trong đó nhiều hình cảnh những ngày cuối cùng của vợ ông: Yōko hút thuốc trên giường, Yōko trên giường bệnh, quan tài Yōko, bàn thờ Yōko...
Những bức ảnh của Araki bị coi là quá táo bạo. Ông chụp nhiều bức ảnh khỏa thân, những người đàn bà khỏa thân một phần trong trang phục kimono, những cảnh bạo dâm, những người đàn bà bị trói... Mặc dù nổi tiếng, nhưng thời gian đầu, các triển lãm của Araki thường xuyên bị đóng cửa, sách của ông bị thu hồi. Về sau Araki mới có những triền lãm lớn ngoài phạm vi các gallery cá nhân. Ở châu Âu, Araki được xem như một trong những nghệ sĩ quan trọng nhất của nghệ thuật đương đại Nhật Bản. Ông đã có những triển lãm tại Paris, London.
Năm 2007 ông đã nhiều lần đến Việt Nam để thực hiện 1 loạt những tin tức phóng sự về cuộc sống hàng ngày của người Việt Nam cho nhật báo Sankei của Nhật. Bước chân của ông đi khắp nơi, gặp nhiều con người nổi tiếng và cũng bình thường tại Sài Gòn. Chủ đề ông viết lần này chủ yếu tập trung vào sự "mật thiết" trong quan hệ gia đình, quan hệ nam nữ. Những trang ký sự này được nhật báo Sankei đăng liên tục trong gần 6 tháng từ cuối tháng 7-2007 đến tháng 12-2007 với tiêu đề là ARAKI ga YUKU (/ アラーキーがゆく tạm dịch "Những nơi ARAKI đã đi qua"). Có 1 bức hình chụp 1 gia đình trên xe gắn máy làm ông thích thú và chọn làm bìa cuốn đặc san ảnh của mình tại Việt Nam. Araki mong muốn tìm lại nhân vật trong ảnh... ông hy vọng kỳ tích sẽ xảy ra. Bức hình này chụp vào tháng 7 năm 2007 tại khu vực gần Phà Thủ Thiêm Sài Gòn.

## Tác phẩm
- Otoko to onna no aida ni wa shashinki ga aru (Giữa đàn ông và đàn bà có một chiếc máy ảnh), 1977
- Tokyo, 1977
- Waga ai, Yoko (Yoko, tình yêu của tôi), 1978
- Shashin shosetsu (Tiểu thuyết bằng ảnh), 1981
- Tokyo ereji (Khúc bi thương của Tokyo), 1981
- Shojo sekai (Thế giới của các thiếu nữ), 1984
- Tokyo wa aki (Mùa thu Tokyo), 1984
- Araki, Nhà xuất bản Taschen, 2007 ISBN 3822838233